# Краснознаменськ (Калінінградська область)
Краснознаменськ, Краснознам'янськ (до 1938 — Лазденен, нім. Lasdehnen, лит. Lazdynai, пол. Lozdzienie; до 1946 — Газельберг, нім. Haselberg) — місто в Росії, адміністративний центр Краснознаменського району Калінінградської області Росії.
Населення 3,4 тис. жителів (2008).
Місто розташоване на річці Шешупе (притоці Німана), за 164 км від Калінінграда.

## Економіка
- Сироробний завод
- Приніманський цегельний завод
- «Сосновий бір» (лісозаготівлі, виробництво пиломатеріалів)
- «Балтторф» (видобуток і переробка торфу)